# Parempuyre
Parempuyre är en kommun i departementet Gironde i regionen Nouvelle-Aquitaine i sydvästra Frankrike. Kommunen ligger i kantonen Blanquefort som tillhör arrondissementet Bordeaux. År 2022 hade Parempuyre 10 407 invånare.

## Befolkningsutveckling
Antalet invånare i kommunen Parempuyre
Referens:INSEE